# Robert van Bergen
Robert van Glymes van Bergen (ca. 1520 - Bergen op Zoom, 26 januari 1565) was als Robert II (van Bergen, de Berghis, de Berghes) prins-bisschop van Luik van 1557 tot 1564.
Robert was een zoon van Anton van Glymes van Bergen en een broer van Jan IV van Glymes van Bergen, markgraven van Bergen op Zoom in Brabant. Hij werd in Luik coadjutor eind 1549 en werd prins-bisschop op 7 mei 1557, twee dagen na de dood van zijn voorganger, Joris van Oostenrijk. Onder zijn bewind werden Bouillon en Couvin aan het prinsbisdom Luik teruggegeven (Vrede van Cateau-Cambrésis). Hij was tevens proost van Oudmunster te Utrecht.
In 1564 trad hij af om gezondheidsredenen en ging hij weer bij zijn familie in Bergen op Zoom wonen, waar hij minder dan een jaar later overleed.
Van Bergen was de schenker van een in 1562 door Dirk Crabeth vervaardigd gebrandschilderd glas in de Grote of Sint-Janskerk in Gouda met de voorstelling "De prediking door Johannes de Doper". Aan de onderzijde van het glas staat hij als schenker knielend voor Christus afgebeeld. Achter hem staat zijn patroonheilige Robert van Molesme in het habijt van een benedictijner monnik.

## Afbeeldingen

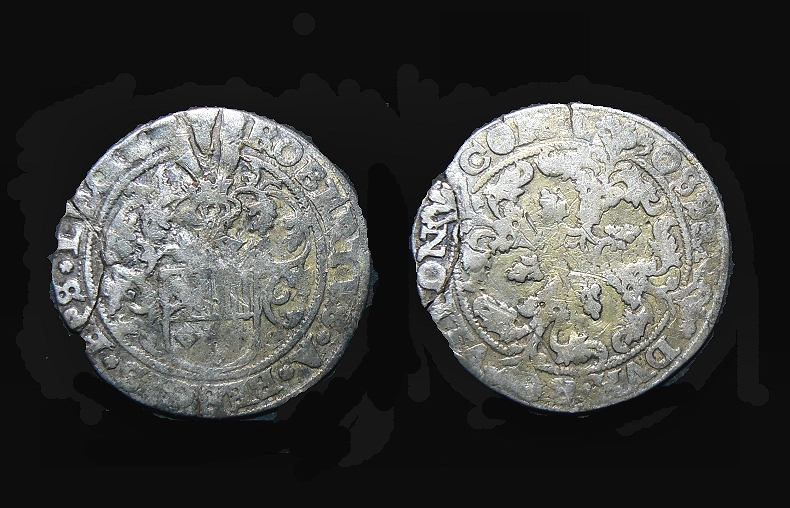
Luikse munt met zijn beeltenis
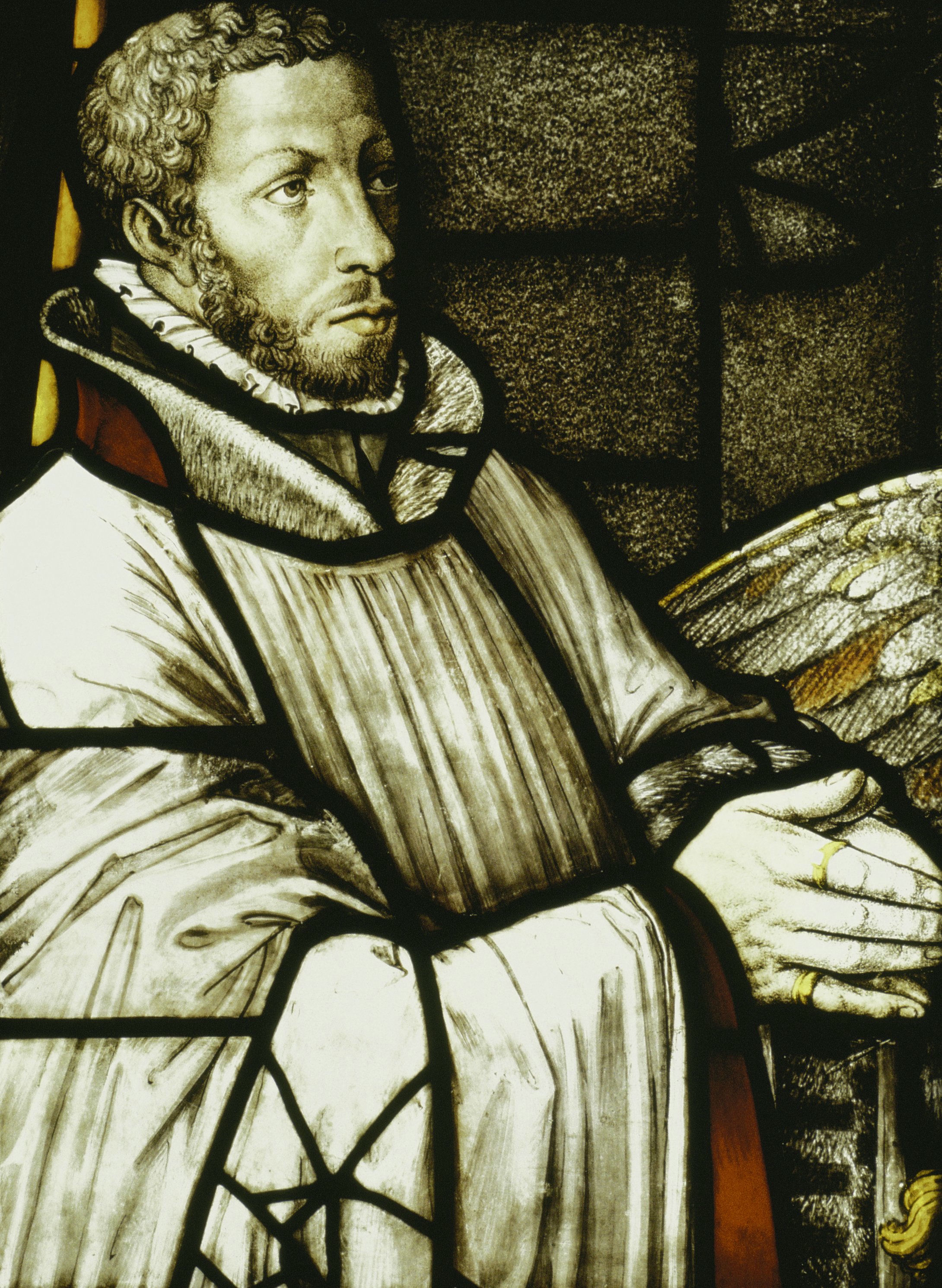
Van Bergen afgebeeld op één der Goudse glazen